# Bằng Hành
Bằng Hành là một xã thuộc tỉnh Tuyên Quang, Việt Nam.

## Địa lý
Xã Bằng Hành nằm ở phía đông bắc huyện Bắc Quang, có vị trí địa lý:
- Phía đông giáp xã Hữu Sản
- Phía tây giáp xã Kim Ngọc
- Phía nam giáp xã Liên Hiệp
- Phía bắc giáp xã Thượng Bình.

Xã Bằng Hành có diện tích 39,30 km², dân số năm 2019 là 4.844 người, mật độ dân số đạt 123 người/km².

## Lịch sử
Ngày 29 tháng 1 năm 1997, Chính phủ ban hành Nghị định 8-CP về việc thành lập xã Thượng Bình trên cơ sở điều chỉnh 4.374,3 ha diện tích tự nhiên và 1.701 nhân khẩu của xã Bằng Hành.
Sau khi điều chỉnh địa giới hành chính, xã Bằng Hành còn lại 3.355,7 ha diện tích tự nhiên và 3.778 nhân khẩu.